# American Motorcyclist Association
L'American Motocyclist Association (abrégé AMA) est une association américaine à but non lucratif comptant plus de 210 000 membres et qui organise de nombreux évènements ainsi que des campagnes pour les droits juridiques des motards. Sa devise première est de « promouvoir le style de vie motard et protéger l'avenir de la moto ». L'organisation a été fondée en 1924 et fin 2016 elle comptait plus de 1 200 clubs affiliés.
Pour les clubs et les promoteurs elle fournit conseils et recommandations sur l'organisation d'événements et de rassemblements, et permet aux membres affiliés de voter sur les thèmes proposés par l'AMA. Elle comprend également des membres représentants l'industrie américaine de la moto.

## Hors-la-loi et 1%
À sa création en 1924, l'AMA était une organisation réservée aux Blancs, cela jusque dans les années 1950. Elle ne permit donc pas aux Afro-Américains de s'y joindre durant les trente premières années de son existence. Avant l'acceptation de membres noirs, le terme de motoclub hors-la-loi pouvait aussi bien faire référence à un club de motards de la contre-culture « désintéressé par les événements « formels » et les compétitions » qu'à un club qui acceptait des membres non-blancs et qui n'était donc pas autorisé à faire partie de l'AMA . Dans les années 1920 et 1930, le champion noir de hillclimbing William B. Johnson brisa l'exclusivité des Blancs en obtenant une carte de membre de l'AMA, ce qui lui permit de rivaliser dans les épreuves du Nord-Est des États-Unis et de devenir certainement le premier Noir membre de l'AMA. En 1995, le Président de l'AMA, Ed Youngblood, affirma que cette politique raciste avait eu pour conséquence une sous-représentation des Noirs dans les événements de l'AMA pendant des décennies et cela même après la fin de la politique ségrégationniste. Cette même année, Youngblood présenta un membre noir de l'AMA, Norman Gaines, dans la campagne d'adhésion qui disait : « Je veux protéger mes droits en tant que motard. C'est pourquoi je suis un membre de l'AMA. » dans les deux magazines de l'AMA et un magazine de motards.
Le terme « 1% » (typographie anglophone sans espace) a été inventé après les émeutes de 1947 à Hollister, Californie. L'AMA aurait répondu que 99 % des motards étaient des citoyens respectueux des lois, et que seuls les derniers 1 % étaient des hors-la-loi. L'AMA assure maintenant qu'il n'existe aucun enregistrement de cette déclaration à la presse, et la présente donc comme une apocryphe . Les clubs de moto 1 % sont souvent aussi connus comme des bandes de motards criminalisés (« Outlaw Motorcycle Gangs », ou « OMG ») selon l'ATF.

## AMA Pro Racing
L'AMA est la plus grande organisation de sports mécaniques au monde[réf. nécessaire], supervisant chaque année quatre-vingt évènements professionnels et plus de 4 000 évènements amateurs. L'AMA gère également le Motorcycle Hall of Fame situé près de Columbus, en Ohio. C'est l'organe directeur des sports moto aux États-Unis désigné par l'organisme directeur mondial, la Fédération Internationale de Motocyclisme (FIM).
L'AMA Pro Racing a été créé en 1994 pour répondre à l'augmentation du nombre de courses de motos aux États-Unis et organiser de nombreux événements. La série AMA Road Racing comprend le championnat AMA American Superbike Championship, le championnat AMA Daytona Sportbike (qui regroupe les anciens Championnats AMA Supersport et AMA Formule Xtreme) et le nouveau Championnat AMA Supersport, formule limitée aux coureurs âgés de 16 à 21 ans sur des motos 600 cm3 de série. D'autres séries incluent le AMA Supercross, le AMA Motocross Championship, le AMA Grand National Championship (en) et les séries de Dirt-Track et le AMA Hillclimb.
Le 7 mars 2008, la série AMA Pro Racing a été vendue au Daytona Motorsports Group (DMG), dirigé par Roger Edmondson et Jim France. DMG est devenu responsable des séries AMA Superbike, AMA Motocross, AMA Flat Track, AMA Supermoto, AMC Hillclimb et de l'ATV Pro Racing. La vente n'a pas inclus le AMA Supercross ni le AMA Arenacross Series, dont les droits appartiennent actuellement à Feld Entertainment. DMG autorisait le nom AMA et les marques déposées pour promouvoir les séries de courses de moto,,. La nouvelle direction suscita des critiques auprès de la presse ainsi que des fans pour avoir aliéné les équipes d'usine, et pour avoir introduit des règles de style NASCAR telles que l'usage de pace cars et la relance de la course sous voiture de sécurité. DMG a été remplacé par MotoAmerica en tant que promoteur de l'AMA Superbikes en 2015.

## American Motorcyclist
Le magazine American Motorcyclist (en) est publié par l'AMA. Envoyé gratuitement à tous les membres de l'AMA, il a un tirage mensuel de 260 000 exemplaires et est consultable en ligne.